# Axel Maraval
Axel Maraval (Marsiglia, 20 ottobre 1993) è un calciatore francese, portiere del Rouen.

## Carriera
Ha giocato nella seconda divisione francese e nella prima divisione slovena.

## Statistiche

### Presenze e reti nei club
Statistiche aggiornate al 24 novembre 2022.
| Stagione         | Squadra          | Campionato       | Campionato | Campionato | Coppe nazionali | Coppe nazionali | Coppe nazionali | Coppe continentali | Coppe continentali | Coppe continentali | Altre coppe | Altre coppe | Altre coppe | Totale | Totale |
| Stagione         | Squadra          | Comp             | Pres       | Reti       | Comp            | Pres            | Reti            | Comp               | Pres               | Reti               | Comp        | Pres        | Reti        | Pres   | Reti   |
| ---------------- | ---------------- | ---------------- | ---------- | ---------- | --------------- | --------------- | --------------- | ------------------ | ------------------ | ------------------ | ----------- | ----------- | ----------- | ------ | ------ |
| 2014-2015        | Arles            | L2               | 17         | -23        | CF+CdL          | 2+0             | -3 + 0          | -                  | -                  | -                  | -           | -           | -           | 19     | -26    |
| gen.-giu. 2016   | Domžale          | 1. SNL           | 13         | -17        | CS              | 2               | -2              | UEL                | -                  | -                  | -           | -           | -           | 15     | -19    |
| 2016-gen. 2017   | Domžale          | 1. SNL           | 0          | 0          | CS              | 0               | 0               | UEL                | 4                  | -6                 | -           | -           | -           | 4      | -6     |
| Totale Domžale   | Totale Domžale   | Totale Domžale   | 13         | -17        |                 | 2               | -2              |                    | 4                  | -6                 |             | -           | -           | 19     | -25    |
| gen.-giu. 2017   | Sedan            | CN               | 17         | -24        | CF              | -               | -               | -                  | -                  | -                  | -           | -           | -           | 17     | -24    |
| 2017-2018        | Sedan            | CN2              | 29         | -30        | CF              | 0               | 0               | -                  | -                  | -                  | -           | -           | -           | 29     | -30    |
| Totale Sedan     | Totale Sedan     | Totale Sedan     | 46         | -54        |                 | 0               | 0               |                    | -                  | -                  |             | -           | -           | 46     | -54    |
| 2018-2019        | Dunkerque        | CN               | 33         | -39        | CF              | 1               | -3              | -                  | -                  | -                  | -           | -           | -           | 37     | -47    |
| 2019-2020        | Dunkerque        | CN               | 23         | -24        | CF              | 0               | 0               | -                  | -                  | -                  | -           | -           | -           | 26     | -27    |
| 2020-2021        | Dunkerque        | L2               | 37         | -46        | CF              | 0               | 0               | -                  | -                  | -                  | -           | -           | -           | 32     | -36    |
| 2021-2022        | Dunkerque        | L2               | 16         | -24        | CF              | 0               | 0               | -                  | -                  | -                  | -           | -           | -           | 32     | -41    |
| Totale Dunkerque | Totale Dunkerque | Totale Dunkerque | 109        | -133       |                 | 1               | -3              |                    | -                  | -                  |             | -           | -           | 110    | -136   |
| 2022-2023        | Nîmes            | L2               | 11         | -14        | CF              | 0               | 0               | -                  | -                  | -                  | -           | -           | -           | 11     | -14    |
| Totale carriera  | Totale carriera  | Totale carriera  | 196        | -241       |                 | 5               | -8              |                    | 4                  | -6                 |             | -           | -           | 205    | -255   |